# Кузили (Завьяловский район)
Кузили — деревня в Завьяловском районе Удмуртии, входит в Подшиваловское сельское поселение. Находится в 17 км к западу от центра Ижевска. Расположена на горе Ореховая, высота которой 227 метров над уровнем моря. На территории деревни производится незначительная вырубка леса для застройки частных домов, дач. В XX в. в деревне были выстроены две плотины, которые позволили создать два искусственных водоема для разведения небольшого количества рыбы. В близости от деревни располагаются четыре ключа, которые поддерживают уровень воды в прудах и обеспечивают жителей деревни чистой водой.